# Ungodly Hour
Ungodly Hour es el segundo álbum de estudio del dúo estadounidense de R&B, Chloe x Halle. Fue lanzado a través de Parkwood Entertainment y Columbia Records el 12 de junio de 2020. Originalmente programado para el 5 de junio, el lanzamiento del álbum se retrasó como un gesto de solidaridad con el movimiento Black Lives Matter y las protestas globales en torno a la muerte de George Floyd. El álbum fue apoyado por los sencillos «Do It», «Catch Up», «Forgive Me» y la canción principal, la primera de las cuales se convirtió en su canción más exitosa hasta la fecha. El 26 de febrero de 2021 se lanzó una reedición del álbum titulado «Chrome Edition».
Tras su lanzamiento, Ungodly Hour recibió elogios generalizados de los críticos musicales, y muchos elogiaron la cohesión del álbum y la entrega vocal, el crecimiento artístico y la madurez del dúo. También apareció en varias listas de fin de año y recibió una nominación al Mejor Álbum de R&B Progresivo en la 63.ª Entrega Anual de los Premios Grammy, junto con las nominaciones a Mejor Interpretación de R&B Tradicional por «Wonder What She Thinks of Me» y Mejor Canción de R&B por «Do It». El álbum debutó en el número 16 en la lista Billboard 200 con 24,000 unidades equivalentes a álbumes, marcando el álbum más alto del dúo.

## Antecedentes y grabación
En marzo de 2018, Chloe x Halle lanzaron su álbum de estudio debut, The Kids Are Alright, que les valió nominaciones para dos premios Grammy, Mejor Álbum Urbano Contemporáneo y Mejor Artista Nuevo. Al igual que The Kids Are Alright, que se grabó íntegramente en la sala de estar de su familia en Los Ángeles, mayor parte de Ungodly Hour se grabó en el estacionamiento de la casa del dúo, que habían convertido en un estudio en casa. Chloe fue la productora principal del disco y se inspiró en "la música de los 90 y la producción de principios de los 2000" durante el proceso creativo. Las hermanas produjeron de manera ejecutiva el disco completo con la ayuda de Beyoncé, quien las había descubierto, asesorado y firmado previamente con su sello Parkwood Entertainment. También cuenta con la producción de Sounwave, Jake One, Scott Storch, Avedon, Disclosure, Jeff Gitelman, Nasri, Mike Will Made It, Pluss, Royal Z, Asoteric, Boi-1da y Vinylz, así como la composición de los destacados compositores Nija Charles y Victoria Monét.
El dúo terminó de grabar Ungodly Hour en octubre de 2019 y terminó de filmar los videos musicales asociados en noviembre de 2019. El dúo hizo uso de paneles de estado de ánimo durante la fase de lluvia de ideas de su proceso creativo. El dúo coescribió las trece pistas de Ungodly Hour, y Chloe ayudó a producir diez de esas pistas. Chloe le dijo a Women's Wear Daily, "Fue realmente colaborativo. Pero seguimos siendo productores ejecutivos. Teníamos nuestras manos en todo en este álbum". También revelaron a NPR que el control creativo era primordial en su ética de trabajo para el álbum.

## Composición
Ungodly Hour es un disco de R&B, pop, y hip hop soul que contiene elementos de trap, soul, hip hop, blues, pop acústico, Garage del Reino Unido, doo-wop, góspel, jazz, techno, indie rock, y sophisti-pop. Shahzaib Hussain de Clash describe el álbum como "la pieza espiritual que acompaña a su debut", y que es una "escucha cohesiva y completa". Nick Levine de BBC Culture dijo que el álbum "ofrece R&B moderno en su forma más elegante y serena". 

## Concepto y temas
La mayoría de las pistas de Ungodly Hour tratan sobre "navegar situaciones desordenadas, a veces las que tú has causado". El concepto del álbum tiene un mensaje constante de no pedir disculpas por su verdadero yo. La pista de 32 segundos del álbum  llamada «Intro» contiene la letra "Nunca pidas permiso, pide perdón", antes de llevar inmediatamente a la pista «Forgive Me». Esta canción, en particular, impulsa el mensaje antes mencionado, y también impulsa una actitud de "lo siento, no lo siento" mientras le da "un proverbial dedo medio a los amantes que han despreciado". La canción «Baby Girl» fue notada por los críticos por sus elementos de empoderamiento femenino y por "reconciliar la vulnerabilidad de la feminidad con la angustia de sus yoes más jóvenes e impresionables".
En una entrevista con Zane Lowe para Apple Music en BBC Radio 1, Chloe dijo que el dúo "realmente solo quería mostrar cómo podíamos combinar [su] musicalidad con algunos bops y dejar que la gente se divirtiera". El dúo desarrolló el título Ungodly Hour mientras escribía el sencillo principal «Do It». Halle reveló que le dieron al disco este nombre porque "está bien no ser perfecto todo el tiempo. Queríamos desafiar la idea de que seamos estos ángeles perfectos que todo el mundo tiene esta imagen de nosotros en su cabeza". En otra entrevista con NPR, Halle también dijo que sentía que "durante [la 'hora impía'], pueden pasar muchas cosas por tu cabeza" y que una persona puede pensar en todas las inseguridades o altibajos que puede tener en la vida, de ahí por qué en la canción que da título cantan la letra: "Cuando decidas que te gustas a ti mismo, y necesitas a alguien en tu vida, ámame en la hora impía". Ámame en mi mejor y peor momento".

## Lanzamiento y promoción
El 4 de diciembre de 2019, el dúo anunció por primera vez el nombre del álbum e interpretó las canciones inéditas «Do It» y «ROYL» durante una presentación independiente en el Teatro Fonda de Los Ángeles. En abril de 2020, Chloe x Halle publicó varias pistas y letras en las redes sociales para adelantar el sencillo "Catch Up" con Swae Lee con Mike Will Made It, que luego fue lanzado el 16 de abril. El 14 de mayo de 2020, Chloe x Halle anunció el álbum y reveló su arte y la fecha de lanzamiento del 5 de junio a través de las redes sociales. Con este anuncio, se lanzó el segundo sencillo «Do It», y luego le valdría a Chloe x Halle su primera entrada en el Billboard Hot 100 en el número 83. La pista llegaría a su punto máximo en el número 63. El dúo reveló la lista de canciones a través de las redes sociales el 28 de mayo, y el 2 de junio pospuso el lanzamiento del álbum una semana como un gesto de solidaridad con el movimiento Black Lives Matter y las protestas globales en torno a la muerte de George Floyd. Ungodly Hour fue lanzado el 12 de junio de 2020 junto con el lanzamiento del video musical de su tercer sencillo «Forgive Me». A principios de septiembre de 2020, Chloe x Halle lanzó un remix de su sencillo «Do It» con Doja Cat, City Girls y Mulatto. El sencillo fue certificado oro por la Recording Industry Association of America, convirtiéndose en la primera certificación del dúo en su carrera.
El 24 de febrero de 2021, Chloe x Halle participó en The Tonight Show protagonizada por Jimmy Fallon para anunciar el lanzamiento de Ungodly Hour (Chrome Edition). La misma noche se lanzó un video musical para la canción principal del álbum. La reedición se lanzó el 26 de febrero de 2021, junto con un primer lanzamiento en vinilo e incluye dos canciones nuevas.

### Presentaciones en vivo
A lo largo de 2020, Chloe x Halle participó en una serie de actuaciones para promocionar el álbum y sus pistas. El 16 de junio de 2020, Chloe y Halle interpretaron el sencillo "Do It" en el programa Today. El 29 de junio, el dúo interpretó «Forgive Me» y «Do It» en los premios BET. Actuaron «Do It» en los 31st GLAAD Media Awards a finales de julio, así como en el evento de graduación virtual Dear Class of 2020 a principios de junio de 2020. A fines de junio de 2020, tocaron «ROYL» en el evento del concierto Global Citizen 's Global Goal: Unite for Our Future. En agosto de 2020, el dúo interpretó "Do It" en Jimmy Kimmel Live!. El 30 de agosto, el dúo interpretó "Do It", "Busy Boy" y "Forgive Me" en el US Open 2020. El mismo día, también interpretaron la canción principal, «Ungodly Hour», durante el pre-show de los MTV Video Music Awards 2020. En octubre de 2020, el dúo interpretó las canciones «Tipsy», «Do It», «Ungodly Hour» y «Forgive Me» en el evento anual 1Xtra Live de la BBC. También interpretaron las canciones "Forgive Me", "Do It", "Busy Boy" y "Ungodly Hour" en el concierto Unmute Your Voice de Pepsi para alentar la votación durante las elecciones presidenciales de 2020. El 15 de noviembre, el dúo interpretó la canción principal del álbum una vez más en el 46.º E! Premios People's Choice. El dúo interpretó las canciones «Don't Make It Harder on Me», «Baby Girl», «Do It», «Ungodly Hour» y «Wonder What She Thinks of Me» en su NPR Tiny Desk Concert en diciembre de 2020. También interpretaron «Baby Girl» en la ceremonia de <i id="mwARU">Billboard</i> Women in Music 2020. El 22 de diciembre, tocaron «Overwhelmed», «Do It», «Baby Girl», «Ungodly Hour», «Tipsy», «Forgive Me» y «Don't Make It Harder On Me» en vivo en Verizon Up. concierto virtual exclusivo para socios. El 30 de diciembre, el dúo de hermanas interpretó «Don't Make It Harder on Me» en el Honda Stage. «Do It» fue interpretado por el dúo durante el especial de Nochevieja 2021 de NBC el 31 de diciembre de 2020.

## Recepción de la crítica
El álbum recibió elogios de la crítica, y los críticos elogiaron su entrega vocal, crecimiento artístico, madurez y cohesión del álbum. En Metacritic, que asigna una calificación normalizada de 100 a las reseñas de las publicaciones principales, el álbum recibió una puntuación promedio de 81 según 9 fuentes, lo que indica "aclamación universal". 
Shahzaib Hussain de Clash declaró que el álbum "carece del espíritu de bricolaje de sus esfuerzos anteriores, pero se beneficia de navegar por los senderos de la jugabilidad y la experimentación". Elogió el hecho de que el álbum "no se adhiere a los tropos de las chicas buenas que se han vuelto malas, ese antiguo cambio de sensaciones adolescentes con los ojos abiertos a provocadores atrevidos" y que la voz y las armonías de la pareja elevaron las pistas más mundanas. concluyendo que el álbum "es un bálsamo relajante para un mundo en llamas. Es un reconocimiento de hermandad y hermandad de mujeres, una proyección de una generación de mujeres negras jóvenes galvanizadas por una voluntad colectiva de promulgar un cambio eficaz frente a la adversidad "  Rachel Aroesti de The Guardian dijo que la pareja combina "armonías suntuosas con ritmos intrincados" y que la atención del oyente se centró en los detalles del álbum y "el atractivo lento de las melodías vocales de la pareja, que son habitualmente inventivas, ornamentadas e inquietantemente hermosas" . 
Comparando el álbum con el lanzamiento anterior del acto, Andy Kellman de AllMusic afirmó que "el segundo álbum de Baileys es realmente un refinamiento y una progresión de The Kids Are Alright . Su base pop-R & B es un poco más pulida, todavía trucada con las técnicas de producción ocasionales de estilo trap (bajos de prueba, percusión vibrante) retorcidos lo suficiente como para no sonar exagerado ". 

## Premios y nominaciones
En la 63.ª Entrega Anual de los Grammy, Ungodly Hour y sus temas recibieron tres nominaciones: el álbum fue nominado a Mejor Álbum de R&B Progresivo, su sencillo principal, «Do It», fue nominado a Mejor Canción de R&B, mientras que «Wonder What She Thinks of Me» fue nominada como Mejor Interpretación de R&amp;B Tradicional.
| Año  | Otorgar                         | Categoría                     | Resultado | Ref.   |
| ---- | ------------------------------- | ----------------------------- | --------- | ------ |
| 2020 | Premios de la música Soul Train | Álbum del año                 | Nominado  | [ 64 ] |
| 2021 | premios Grammy                  | Mejor álbum de R&B progresivo | Nominado  | [ 65 ] |

## Desempeño comercial
Ungodly Hour debutó en el número 16 en la lista Billboard 200 con 24,000 unidades vendidas. Alcanzó el puesto 80 en la lista de álbumes del Reino Unido, número 11 en la lista de álbumes de R&B del Reino Unido, número 160 en la lista de álbumes belgas y el número 200 en la lista de álbumes franceses.

## Lista de canciones
Adaptado de Tidal.
| Ungodly Hour |                                                     |                                                                                                   |                                                             |          |  |
| N.º          | Título                                              | Escritor(es)                                                                                      | Productor(es)                                               | Duración |  |
| 1.           | «Intro»                                             | Chloe Bailey, Halle Bailey, Nija Charles y Mark Spears                                            | C. Bailey                                                   | 0:28     |  |
| 2.           | «Forgive Me»                                        | C. Bailey, H. Bailey, Charles y Spears                                                            | Sounwave, Jake One y C. Bailey                              | 2:38     |  |
| 3.           | «Baby Girl»                                         | C. Bailey y H. Bailey                                                                             | C. Bailey                                                   | 3:32     |  |
| 4.           | «Do It»                                             | C. Bailey, H. Bailey, Victoria Monét, Scott Storch, Vincent van den Ende y Anton Kuehl-Joergensen | Storch, Avedon y Asoteric                                   | 2:56     |  |
| 5.           | «Tipsy»                                             | C. Bailey y H. Bailey                                                                             | C. Bailey                                                   | 2:33     |  |
| 6.           | «Ungodly Hour»                                      | C. Bailey, H. Bailey, Guy Lawrence y Howard Lawrence                                              | Disclosure                                                  | 4:16     |  |
| 7.           | «Busy Boy»                                          | C. Bailey, H. Bailey, Jeff Gitelman y Nasri Atweh                                                 | Gitty y Nasri                                               | 3:10     |  |
| 8.           | «Catch Up» (junto a Swae Lee con Mike Will Made-It) | C. Bailey, H. Bailey, Khalif Brown, Michael Williams II, Asheton Hogan y Adam Waldman             | Mike Will Made It, Pluss y Royal Z                          | 3:04     |  |
| 9.           | «Overwhelmed»                                       | C. Bailey y H. Bailey                                                                             | C. Bailey                                                   | 0:52     |  |
| 10.          | «Lonely»                                            | C. Bailey, H. Bailey, Storch, van den Ende, Paimon Jahanbin, Nima Jahanbin y Felicia Ferraro      | C. Bailey, H. Bailey, Storch, Avedon, Wallis Lane y Ferraro | 3:15     |  |
| 11.          | «Don't Make It Harder on Me»                        | C. Bailey, H. Bailey, Atweh y Gitelman                                                            | Gitty                                                       | 3:35     |  |
| 12.          | «Wonder What She Thinks of Me»                      | C. Bailey y H. Bailey                                                                             | C. Bailey y H. Bailey                                       | 3:32     |  |
| 13.          | «ROYL»                                              | C. Bailey, H. Bailey, Matthew Samuels, Hernandez y Jahaan Sweet                                   | C. Bailey, H. Bailey, Boi-1da, Vinylz y Sweet               | 3:25     |  |
| 37:17        |                                                     |                                                                                                   |                                                             |          |  |

| Ungodly Hour (Chrome Edition) |         | |                    |          |  |
| N.º                           | Título  | Escritor(es)                                                                                           | Productor(es)      | Duración |  |
| 14.                           | «Hazy»  | C. Bailey y H. Bailey                                                                                  | C. Bailey          | 3:23     |  |
| 15.                           | «80/20» | C. Bailey, H. Bailey, Chelsea Lena, Dillan Bailard, Donnell Stephens III, Jeremy Uribe y Romika Faniel | Bregma y C. Bailey | 2:48     |  |
| 43:29                         |         | |                    |          |  |

## Créditos y personal
Créditos adaptados de Tidal.

### Instrumentación
- Adrienne Woods – strings (tracks 1-2, and 12)
- Bianca McClure – strings (tracks 1-2, and 12)
- Chelsea Stevens – strings (tracks 1-2, and 12)
- Derek Dixie – strings (tracks 1-2, and 12)
- Marta Honer – strings (tracks 1-2, and 12)
- Rhea Hosanny – strings (tracks 1-2, and 12)
- Stephanie Matthews – strings (tracks 1-2, and 12)
- Stephanie Yu – strings (tracks 1-2, and 12)

### Producción
- Beyoncé Knowles-Carter – executive production
- Chloe x Halle – executive production, production (tracks 10, 12-13)
- Chloe Bailey – production (tracks 1-3, 5, 9, 14-15), co-production (track 8)
- Jake One – production (track 2)
- Sounwave – production (track 2)
- Scott Storch – production (tracks 4 and 10)
- Disclosure – production (track 6)
- Gitty – production (tracks 7 and 11)
- Nasri – production (tracks 7 and 11)
- Mike Will Made It – production (track 8)
- Pluss – production (track 8)
- Royal Z – production (track 8)
- Boi-1da – production (track 13)
- Jahaan Sweet – production (track 13)
- Vinylz – production (track 13)
- Bregma – production (track 15)
- Asoteric – co-production (track 4)
- Avedon – co-production (tracks 4 and 10)
- Wallis Lane – co-production (track 10)

### Técnico
- Dale Becker – mastering (all tracks)
- Tony Maserati – mixing (tracks 1-7, 10, 11, and 13)
- Jaycen Joshua – mixing (track 8)
- Tyler Scott – mixing (tracks 9, 12, 14, and 15)
- Daniel Pampuri – engineering (tracks 1, 2, 12, and 13)
- Alex Meskvdi – recording (tracks 1 and 2)
- Chloe Bailey – recording (tracks 1-7, 9, and 11-15)
- Todd Robinson – recording (track 4)
- Gitty – recording (track 7)
- Guy Lawrence – recording (track 6)
- Mike Homer – recording (track 8)
- Nathaniel Alford – recording (track 8)
- Randy Lanphear – recording (track 8)
- Nasri – recording (track 11)
- Matt Jacobson – recording (track 15)
- Halle Bailey – recording (tracks 14 and 15), engineering assistance (tracks 1-13)
- Andrea Roberts – engineering assistance (tracks 1, 2, and 12)
- Miles Comaskey – engineering assistance (tracks 1-3, and 6, 7, and 9)
- Najeeb Jones – engineering assistance (tracks 4, 5, and 10-13)
- Thomas Cooper – engineering assistance (track 4)
- DJ Riggins – engineering assistance (track 8)
- Jacob Richards – engineering assistance (track 8)
- Mike Seaberg – engineering assistance (track 8)
- Matt McCobben – engineering assistance (track 13)
- John Lowell Anderson – engineering assistance (tracks 14 and 15)

## Posicionamiento en listas
| Lista (2020)                            | Mejor posición |
| --------------------------------------- | -------------- |
| Bélgica (Ultratop Flandes)              | 160            |
| Canadá (Billboard Canadian Albums)      | 71             |
| Francia (SNEP)                          | 200            |
| Reino Unido (UK Albums Chart)           | 80             |
| Reino Unido (UK R&B Albums)             | 11             |
| Estados Unidos (Billboard 200)          | 16             |
| Estados Unidos (Top R&B/Hip-Hop Albums) | 11             |

## Historial de lanzamientos
| Región | Fecha                 | Formato (s)                   | Versión        | Sello discográfico | Ref.   |
| ------ | --------------------- | ----------------------------- | -------------- | ------------------ | ------ |
| Varios | 12 de junio de 2020   | Descarga digital streaming    | Estándar       | Parkwood Columbia  | [ 78 ] |
| Varios | 26 de febrero de 2021 | Descarga digital streaming LP | Chrome Edition | Parkwood Columbia  | [ 28 ] |